# Flashbacks of a Fool
Flashbacks of a Fool è un film del 2008 diretto da Baillie Walsh, con Daniel Craig, Harry Eden, Eve, Miriam Karlin, Jodhi May, Helen McCrory, Olivia Williams, Felicity Jones, Keeley Hawes, Sid Mitchell.

## Trama
Joe Scot è una star di Hollywood persa in un vortice di sesso, droga e solitudine. Vive nella sua lussuosa villa con la governante. Quando riceve la notizia della morte improvvisa del suo migliore amico d'infanzia, scende in spiaggia a fissare il mare. Attratto dalle onde, rivivrà, in un lungo flashbacks, gli anni in cui non era ancora famoso e viveva in un piccolo villaggio inglese sul mare. Joe rivive così con la mente l'estate dell'innocenza e della tragedia che avrebbe cambiato per sempre il corso della sua esistenza. Risalito dal mare, si recherà, come sempre in ritardo al funerale. Lascerà alla vedova due righe di conforto e un assegno.